# Trepadores (programa de televisión)
Trepadores fue un reality show chileno producido y transmitido por Mega.
18 participantes inicialmente entraron a la producción, quedando aislados en un recinto en Cajón del Maipo. El objetivo del espacio será subir el cerro Aconcagua, la cima más alta de América. Sin embargo, el día 5 de noviembre de 2013 se les fue comunicado a los participantes que el objetivo de subir a la cima será cancelado debido a los malos resultados en índice de audiencia del programa, desde ese minuto el objetivo será elegir al equipo más fuerte de la competencia. El formato buscaba llevar a las pantallas el entrenamiento, preparación y posterior ascenso hacia la cumbre de 18 participantes que pretenderán ganar esta dura competencia. La idea es que los participantes entrenen durante dos meses en la casa estudio del Cajón del Maipo y así lleguen a escalar el cerro Aconcagua en las mejores condiciones físicas posible.

## Producción

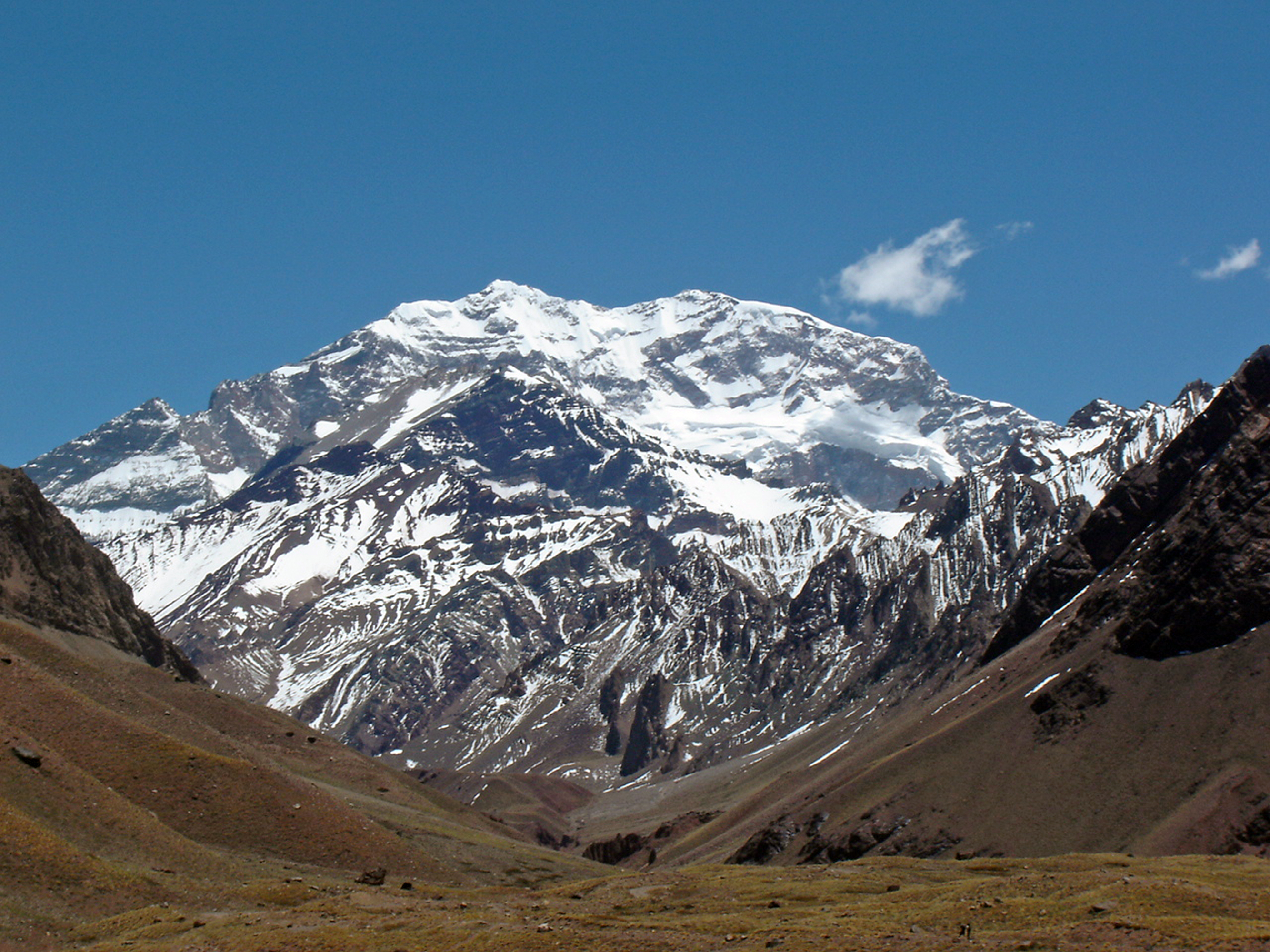
Cerro Aconcagua en donde se iba a filmar la final del programa.

El programa se estrenó en octubre de 2013 por Mega. El centro de operaciones del programa estuvo a una hora de Santiago y, como estrategia, Mega no reveló el lugar exacto para mantener el carácter de aislados.

### Casting
El casting para definir a los integrantes de la experiencia comenzó en la semana del 8 de julio de 2013. Los concursantes estuvieron divididos en un grupo de personajes conocidos y otro de anónimos, los primeros famosos confirmados para este proyecto fueron la modelo brasilera Dayane Mello y su hermano Juliano Mello, Sebastián "Cangri" Leiva, el cantante Pablo Ruiz, el modelo Álvaro Casanova, el locutor Matías Vega y el exentrenador Jorge "Peineta" Garcés. El día 28 de agosto de 2013 se confirmó al argentino José Luis Bibbó el cual participó en 40 ó 20 y Mundos opuestos. El 2 de septiembre de 2013 se confirmó a la modelo argentina que resultó tercera en el concurso Miss Reef 2013, Emilia Sottano y a la modelo paraguaya Larissa Riquelme. El 6 de septiembre también se confirmó a Zafiro Acevedo (hija de la cantante Magaly Acevedo). El día 11 de septiembre, la modelo Dayane Mello tuvo que abandonar el programa antes de su estreno debido a que se encontraba embarazada sin que ella lo supiera, la noticia fue confirmada por Mega, durante los exámenes que se le realizaron a todos los participantes del nuevo reality show, en donde la brasileña iba a participar.

### Promoción
El primer spot que salió al aire se estrenó el viernes 13 de septiembre de 2013, el cual mostraba a los participantes famosos del reality show y su lucha por lograr subir el cerro Aconcagua.

## Equipo del programa
- Presentador: Pablo Mackenna lidera las competencias por equipos, los consejos de eliminación y los duelos de eliminación.

## Participantes
| Participante                                                               | Edad | Resultado actual                              | Resultado anterior                        | Estadía |
| -------------------------------------------------------------------------- | ---- | --------------------------------------------- | ----------------------------------------- | ------- |
| Cristián Martínez Modelo.                                                  | 36   | Ganadores de Trepadores                       |                                           | 46 días |
| José Luis Bibbó Modelo y chico reality.                                    | 29   | Ganadores de Trepadores                       | 8.ª eliminado Por decisión de Matías Vega | 46 días |
| Matías Vega Animador televisivo y radial.                                  | 28   | Ganadores de Trepadores                       |                                           | 46 días |
| Paula Guzmán Modelo y psicóloga.                                           | 24   | Ganadores de Trepadores                       |                                           | 46 días |
| Álvaro Casanova Empresario de eventos y modelo.                            | 31   | 2.º Lugar de Trepadores                       |                                           | 46 días |
| Camila Nash Campeona nacional de karate. Ex rostro de programas juveniles. | 27   | 2.º Lugar de Trepadores                       | 4.ª eliminada en duelo de habilidad       | 29 días |
| Juliano Mello Modelo. Hermano de Dayane Mello.                             | 22   | 2.º Lugar de Trepadores                       |                                           | 44 días |
| Leonardo Opazo Modelo y profesor de educación física. Míster Chile 2010    | 26   | 2.º Lugar de Trepadores                       |                                           | 46 días |
| Rodrigo "Coco" Valencia Fotógrafo y modelo.                                | 32   | Abandona por motivos personales               |                                           | 36 días |
| Carolina Eltit Periodista y representante de artistas.                     | 33   | 11.ª eliminada Por decisión de ella misma     | 2.ª eliminada en duelo de fuerza          | 34 días |
| María Eugenia Larraín Ingeniera comercial y modelo.                        | 40   | 10.ª eliminada Por decisión de Paula Guzmán   | 9.ª eliminada Por decisión de Matías Vega | 27 días |
| Sebastián "Cangri" Leiva Cantante y actor.                                 | 20   | Expulsado Por lesión de larga rehabilitación. | 3.er eliminado en duelo de agilidad       | 41 días |
| Pablo Ruiz Cantante.                                                       | 38   | Abandona por motivos personales               |                                           | 40 días |
| Zafiro Acevedo Cantante tropical.                                          | 29   | 7.ª eliminada Por decisión de Paula Guzmán    |                                           | 39 días |
| Vanessa Nieto Modelo. Sobrina de Maripepa Nieto.                           | 21   | 6.ª eliminada Por decisión de Camila Nash     |                                           | 38 días |
| Laura Guerrero Estudiante de psicología.                                   | 21   | 5.ª eliminada en duelo de fuerza              |                                           | 35 días |
| Jorge "Peineta" Garcés Director técnico.                                   | 59   | Abandona por lesión                           |                                           | 29 días |
| Larissa Riquelme Modelo y personalidad de televisión.                      | 28   | Abandona por lesión                           |                                           | 19 días |
| Tiara Meneses Dueña de café con piernas.                                   | 20   | Eliminada Por el voto del público             |                                           | 16 días |
| Natalia Letelier Modelo. Ex Miss Hooters.                                  | 27   | Eliminada Por el voto del público             |                                           | 16 días |
| Emilia Sottano Modelo. Finalista del Miss Reef 2013.                       | 20   | 1.ª eliminada en duelo de habilidad           |                                           | 7 días  |

Notas
1. 1 2  José Luis es eliminado, pero conjuntamente Pablo abandona la competencia por motivos personales, cediendo su puesto al recién eliminado. El capitán del equipo amarillo (Matías Vega) aceptó la propuesta, reintegrando a José Luis.
2. 1 2 3  Rodrigo, Camila y María Eugenia ingresan el día 15, como nuevos participantes.
3. ↑  Después de haber sido eliminada el día 28, Camila reingresa el día 30 en reemplazo de Jorge Garcés.
4. 1 2  Juliano y Larissa ingresan el día 2, como nuevos participantes.
5. ↑  Después de haber sido eliminada el día 14, Carolina reingresa el día 23 por repechaje.
6. 1 2  María Eugenia es eliminada, pero conjuntamente Sebastián es expulsado por producción debido a una lesión de larga rehabilitación, cediendo su puesto a la recién eliminada. El capitán del equipo amarillo (Matías Vega) aceptó la propuesta, reintegrando a María Eugenia.
7. 1 2  Sebastián es eliminado, pero conjuntamente Larissa abandona la competencia por una lesión, cediendo su puesto al recién eliminado. La producción del programa aceptó la propuesta, reintegrando a Sebastián.

- Semana 1 - Final:

     Participante del equipo Amarillo.
     Participante del equipo Azul.

### Participantes en competencias anteriores
| Lista de competencias    | Lista de competencias | Lista de competencias                        | Lista de competencias |
| Concursante              | Competencia | Año                                          | Resultado |
| ------------------------ | --- | -------------------------------------------- | --- |
| Camila Nash              | Pelotón II Calle 7 (primera temporada) Calle 7 (tercera temporada) Calle 7 (cuarta temporada) Calle 7 (quinta temporada) Calle 7 (sexta temporada) Yingo: Una Nueva Competencia Mundos opuestos Calle 7 (décima temporada) Calle 7 (undécima temporada) Calle 7 (duodécima temporada) Salta si puedes (especial) | 2007-2008 2009 2010 2011 2012 2012-2013 2013 | 2.ª semifinalista eliminada Retirada 14.ª eliminada / 2.º Lugar 8.ª eliminada / 2.º Lugar 9.ª eliminada 10.ª eliminada Retirada 5.ª eliminada / 11.ª eliminada 13.ª eliminada 17.ª eliminada / Semifinalista 7.ª eliminada / 18.ª eliminada 2.ª eliminada |
| Cristian Martínez        | 1910 | 2009                                         | Semifinalista eliminado |
| Larissa Riquelme         | Bailando por un sueño 2 Baila Conmigo Paraguay Bailando por un sueño (octava edición) | 2007 2010 2011                               | 10.ª Eliminada 1.ª Eliminada 22.ª Eliminada |
| Jorge Garcés             | Estrellas en el hielo: El baile (Temporada 2) | 2008                                         | 3.er eliminado |
| José Luis Bibbó          | 40 o 20 Mundos opuestos Baila! Al ritmo de un sueño Killer Karaoke | 2011 2012 2013                               | Ganador Semifinalista eliminado Ganador |
| Juliano Mello            | Calle 7 (duodécima temporada) | 2013                                         | Abandonó |
| María Eugenia Larraín    | El Baile en TVN Tercera temporada Bailando por un Sueño 2008 Pelotón III Fiebre de baile 3 Pelotón V Tu cara me suena (Chile) Salta si puedes (temporada 1) Killer Karaoke | 2007 2008 2009 2010 2012 2013                | 6.ª Eliminada 11.ª Eliminada 16.ª Eliminada / 2.º Lugar 7.ª Eliminada 5.ª Eliminada 3.ª Eliminada Eliminada (Duelos 4) 3.ª Clasificada |
| Pablo Ruiz               | Circo de las Estrellas Bailando por un sueño 2008 Fiebre de baile 3 | 2007 2008 2010                               | 6.º Lugar 14.º Eliminado 12.º Eliminado |
| Rodrigo Valencia         | Pareja perfecta Salta si puedes (especial) | 2012 2013                                    | 2.º Lugar 3.º Lugar |
| Sebastián "Cangri" Leiva | Mi nombre es…VIP | 2012                                         | Eliminado |

## Gran final
Se realizó el día miércoles 14 de noviembre de 2013, a las 22:30 horas, en el sector de Cajón del Maipo, la final fue transmitida en vivo y en directo, en donde al equipo Amarillo conformado por: Cristian Martínez, José Luis Bibbó, Matías Vega y Paula Guzmán se alzó como el gran ganador y se adjudicaron el premio de $32.000.000 millones de pesos para cada uno.

## Premios y nominaciones
| Año  | Premio                 | Categoría                   | Resultado |
| ---- | ---------------------- | --------------------------- | --------- |
| 2013 | Copihue de Oro de 2013 | Mejor Reality o Docureality | Nominado  |
| 2013 | Premios ChileTV        | Mejor Reality o Docureality | Nominado  |